# Breakdance

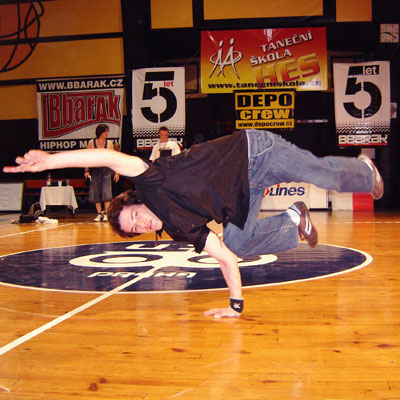
Murte (z DSC) a freeze Airbaby na BOTY CZ 2006

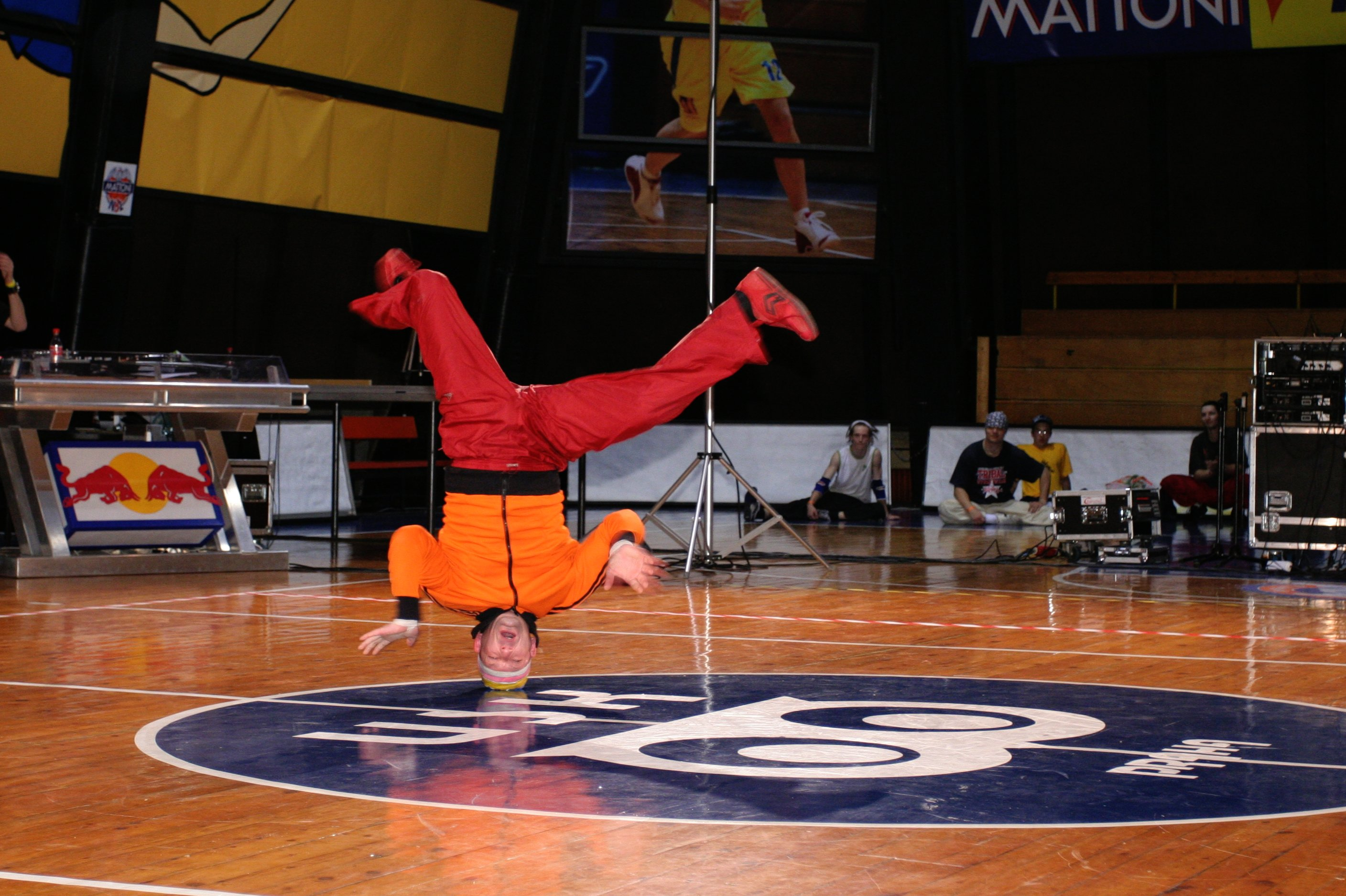
Porotce Hahny předvádí Headspin na BOTY CZ 2006

Breakdance, také známý jako breaking nebo b-boying, je bezkontaktní, akrobatický druh tance street dance. Tanečník se nazývá b-boy, tanečnice b-girl.
Breakdance je jednou z devíti základních částí kultury hip hopu (další jsou rap, DJing, graffiti, MCing, beatbox, móda a vzdělávání). Vyvinul se mezi afroamerickou mládeží v jižním Bronxu v New Yorku a v Los Angeles na začátku 70. let 20. století. Breakdance je populární hlavně u mládeže.

## Taneční prvky

Windmill

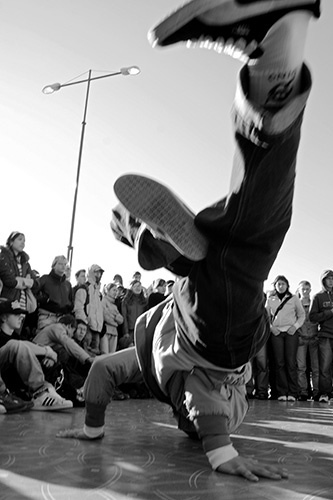
Freeze

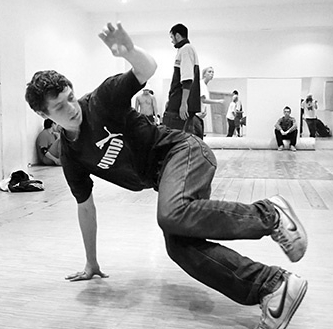
Downrock/footwork

Break dance se skládá z následujících tanečních prvků:
- Toprock – základní krok. Každý tanečník má svůj styl. Patří tam Indiana Step nebo třeba Salsa Rock.
- Uprock – krok používaný při náznaku souboje.
- Footwork – tanečník dělá různé prvky (např. Bally Roll, six step,...)
- Freezes – různé pozice, ve kterých se člověk zastaví.
- Power moves – nejznámější projev breakingu. Zahrnuje veškeré točivé pohyby, vzdáleně vypadající jako gymnastiky, ale jejich původ je velmi rozmanitý – například točení na hlavě, točení na koleni, flare, želva, windmill, air flare, 2000 atd.
- Acrobatics – akrobacie velice podobná jako ji známe z gymnastiky, nedbá ale na přesnost, spíš na design a „nejvychytanější“ prvky.

Každý tanečník nebo tanečnice má vlastní styl a vlastní taneční prvky. Vymýšlení nových prvků vyžaduje značnou dávku fantazie a kreativity, což je jakousi „výzvou“ pro každého tanečníka. Originalita je jedním ze základních rysů špičkového tanečníka.
Často je také s breakdance spojováno přehnané nebezpečí, ale zkušení tanečníci potvrzují, že ke zranění dochází výjimečně a většinou z nedbalosti. Například bojové sporty na tom jsou v tomto ohledu rizikovější.[zdroj?]

## Historie
Uprock byl vůbec první formou breakdance, který nesl znaky bojového umění.[zdroj?] Z tohoto důvodu působil velmi agresivně; s postupem doby se ale při tomto tanci stále více využívaly hladké pohyby a vlnění, takže vznikl nový směr zvaný popping, který okamžitě získal velkou popularitu u mládeže a stal se diskotékovým hitem. Mezi další směry, které breakdance ovlivnily, se může zařadit třeba freestyle, který sdružuje prvky zahrnující pády a točení. Dalším novým směrem, kterým se skupina tanců breakdance rozšířila, je footwork.
Dnes jsou základními prvky breakdance jako širokého tanečního stylu toprock, uprock, footwork, power moves a freeze. V současné době někteří tanečníci přebírají breakdance prvky i z bojových umění či bojového tance Capoeira.

## Taneční „souboje“
V breakdance se pořádají soutěže (souboje, „battly“), od lokální úrovně po tzv. Battle of the Year (Souboj roku; BOTY). Soutěží buď jednotlivci nebo skupiny (crew) o více členech. Battle se dělí na většinou 3-4 kola (rounds), po které má každý b-boy svůj vstup. Každé kolo trvá maximálně několik osmiček (přibližně minuta - dvě), po které se tanečník snaží zaujmout svým stylem a předvést ty nejlepší a nejoriginálnější prvky z každé skupiny, spojené do uceleného celku. Breakdance doprovází neoddělitelná hip-hopová hudba a funky hudba, která je často vhodně mixovaná tak, že se během battle vystřídá několik motivů, na které mohou tanečníci reagovat a přizpůsobit podle nich taneční styl. Soutěžící se navzájem nedostávají do přímého kontaktu (po skončení performance jednoho následuje kreace dalšího a tanečník, který není na řadě, zůstává na kraji taneční plochy), avšak samotný taneční styl každého z nich občas vykazuje provokující gesta směrem k oponentovi.
Mezi battly s největší prestiží patří každoroční Redbull BC One nebo Battle of the Year International.
Mezi nejlepší země s nejlepšími tanečníky patří Francie, USA a Korea.